# Gelatinodiscus
Gelatinodiscus is een monotypisch geslacht van schimmels behorend tot de familie Gelatinodiscaceae. Het bevat alleen Gelatinodiscus flavidus.